# Destine
Destine was een Nederlandse rockband uit Tilburg.

## Geschiedenis
Destine kwam eind 2006 bij elkaar en bracht de ep A Dozen Dreams uit. In 2007 begon de band te toeren door Nederland, Engeland, Wales, Duitsland, Frankrijk en België. Een van de nummers van de debuut-ep, Last Scene Of A Plane Crash, was te horen in een promofilm voor de tv-serie Teachers op Comedy Central.
De band toerde ook als voorprogramma van andere bands. Zo stond de band in het voorprogramma van Sum 41, McFly, New Found Glory, Fall Out Boy, The Blackout en All Time Low.
In december 2008 tekende Destine een contract bij het platenlabel Sony BMG en ging de band naar Orlando om met producer James Paul Wisner, producer van onder andere Paramore en New Found Glory, het debuutalbum (Lightspeed) op te nemen. In mei 2009 verscheen van dit album de eerste single In your arms dat in Nederland de 77ste plaats in de Single Top 100 bereikte. In augustus 2009 verscheen hun tweede single Stars, die Alarmschijf werd op Radio 538 en terechtkwam in de Nederlandse Top 40. Hun vijfde single Stay werd ook Alarmschijf op Radio 538. Het album Lightspeed werd uitgebracht op 1 februari 2010, tijdens de eerste show van hun Headline Tour door Nederland. Only Seven Left en MakeBelieve traden de gehele tournee in het voorprogramma op.
Destine trad onder meer op bij Lowlands (2009) en Pinkpop (2010).
In 2011 stapte drummer Robin Faas uit de band; zijn plaats werd ingenomen door Jordy Datema.
Op 30 juli 2015 maakte de band op Facebook bekend dat ze ermee zou stoppen. Destine trad op 6 november 2015 voor het laatst op. Dat gebeurde in poppodium 013 in Tilburg.

## Bezetting
Laatste line-up
- Robin van Loenen - leadzanger en gitarist
- Tom Vorstius Kruijff - bassist en zanger
- Hubrecht Eversdijk - gitarist en zanger
- Laurens Troost - toetsenist en zanger
- Jordy Datema - drummer

Voormalig lid
- Robin Faas - drummer

## Discografie

### Albums
| Album met eventuele hitnotering(en) in de Nederlandse Album Top 100 | Datum van verschijnen | Datum van binnenkomst | Hoogste positie | Aantal weken | Opmerkingen |
| ------------------------------------------------------------------- | --------------------- | --------------------- | --------------- | ------------ | ----------- |
| A Dozen Dreams (ep)                                                 | 2006                  |                       |                 |              |             |
| Lightspeed                                                          | 02-02-2010            | 06-02-2010            | 22              | 6            |             |
| Illuminate                                                          | 30-03-2012            | 07-04-2012            | 42              | 2            |             |
| Forevermore                                                         | 08-05-2015            | -                     | -               | -            |             |

### Singles
| Single met eventuele hitnotering(en) in de Nederlandse Top 40 | Datum van verschijnen | Datum van binnenkomst | Hoogste positie | Aantal weken | Opmerkingen                               |
| ------------------------------------------------------------- | --------------------- | --------------------- | --------------- | ------------ | ----------------------------------------- |
| In your arms                                                  | 08-05-2009            | 23-05-2009            | tip6            | -            | Nr. 77 in de Single Top 100               |
| Stars                                                         | 24-08-2009            | 03-10-2009            | 26              | 6            | Nr. 76 in de Single Top 100 / Alarmschijf |
| Spiders                                                       | 26-01-2010            | 16-01-2010            | tip9            | -            | Nr. 62 in de Single Top 100               |
| Down                                                          | 2010                  | 16-10-2010            | tip5            | -            | Nr. 78 in de Single Top 100               |
| Stay                                                          | 16-06-2011            | 23-07-2011            | 23              | 4            | Alarmschijf                               |
| Thousand Miles                                                | 30-09-2011            | -                     |                 |              |                                           |
| Night Skies                                                   | 2012                  | 17-03-2012            | tip16           | -            |                                           |
| All The People                                                | 04-05-2012            | -                     |                 |              |                                           |
| Wait Forever                                                  | 17-07-2011            | -                     |                 |              |                                           |

### Dvd's
| Dvd's met hitnoteringen in de Nederlandse Music Top 30 | Datum van verschijnen | Datum van binnenkomst | Hoogste positie | Aantal weken | Opmerkingen |
| ------------------------------------------------------ | --------------------- | --------------------- | --------------- | ------------ | ----------- |
| Footprints: A year in the life                         | 2012                  | 10-03-2012            | 6               | 2            |             |

## Trivia
Het nummer In Your Arms staat op de soundtrack van het voetbalspel Pro Evolution Soccer 2011.